# Кроний
Кроний (др.-греч. Κρόνιος; II в. н.э.) — известный греческий философ. По одним данным неопифагореец, по другим неоплатоник.  По всей видимости, он относился к платонизму промежуточного периода и находился под влиянием неопифагореизма. Он был современником Нумения, и они часто беседовали. Немезий упоминает его сочинение О реинкарнации (др.-греч. περὶ παλιγγενεσίας), и Ориген сообщает, что усердно изучал труды Крония. Порфирий также утверждает, что Кроний пытался объяснить мифы Гомера в философском смысле.
Ещё во времена поздней Античности Крония считали авторитетом; Сириан причислял его к знаменитым платоникам и  Прокл ссылался на его воззрения.